# حمزه قطان
حمزه قطان (انگلیسی: Hamza Kattan) یک تکواندوکار اردنی است. در سال ۲۰۱۹، او در مسابقات قهرمانی تکواندو جهان ۲۰۱۹ که در منچستر، انگلستان برگزار شد، در کلاس سنگین‌وزن مردان (۸۷+ کیلوگرم) مدال برنز را به دست آورد.
در بازی‌های آسیایی ۲۰۱۸ که در جاکارتا اندونزی برگزار شد، وی در وزن ۸۰+ کیلوگرم مردان موفق به کسب یکی از مدال‌های برنز شد.